# Preston, Forest of Dean
Preston är en by i civil parish Dymock, i distriktet Forest of Dean, i grevskapet Gloucestershire i England. Byn är belägen 4 km från Ledbury. Preston var en civil parish fram till 1935 när blev den en del av Dymock. Civil parish hade 77 invånare år 1931. Byn nämndes i Domedagsboken (Domesday Book) år 1086, och kallades då Prestetune.